# Ronald Thomas (Tennisspieler)
Ronald Victor Thomas (* 7. August 1888 in Hammond, South Australia; † 30. Dezember 1936 in Adelaide, South Australia) war ein australischer Tennisspieler.

## Leben
Thomas, der 1888 im kleinen Ort Hammond in den Flinders Ranges zur Welt kam, nahm ab 1911 an den Australasian Championships, dem Vorgänger der Australian Open, teil. 1914 erreichte er dort das Viertelfinale im Einzel. Während des Ersten Weltkriegs diente er ab Januar 1918 als Ordonnanzoffizier.
Nach dem Krieg gewann er 1919 an der Seite von Pat O’Hara Wood den Doppelwettbewerb in Wimbledon sowie bei den australischen Meisterschaften. Letzteren Titel konnte er ein Jahr später verteidigen. Bei den Olympischen Spielen 1920 nahm er am Einzelwettbewerb teil, schied jedoch gegen den Belgier Jean Washer in seinem ersten Match in vier Sätzen aus. Unmittelbar vor dem Spiel hatte Thomas vom Tod seines Vaters erfahren. Sein größter Einzelerfolg war der Finaleinzug bei den Australasian Championships 1920, wo er gegen seinen Doppelpartner Pat O’Hara Wood in fünf Sätzen verlor. Einen seiner zwei Einzeltitel gewann er bei den New South Wales Championships 1922. Im Doppel war er meist erfolgreicher: Von 1920 bis 1923 wurde er viermal in Folge Doppelchampion bei den South Australian Championships, davon einmal mit Wood und dreimal mit seinem Landsmann Gerald Patterson, gegen den er bei sechs Gelegenheiten im Einzel nie gewinnen konnte und die schlechteste Bilanz aufwies. 1920 gewann er den Titel mit Margaret Molesworth auch im Mixed-Doppel. Er war 1919 im Kader für die australische Davis-Cup-Mannschaft, kam dort jedoch zu keinem Einsatz. Bill Tilden attestierte Thomas, einer der besten Doppelspieler der Zeit gewesen zu sein.
1924 zwang ihn seine schlechte Gesundheit seine Karriere zu beenden. Er unterhielt ein Sportwarengeschäft in Adelaide. Er starb 1936 im Alter von 48 Jahren in Adelaide im Stadtteil Kensington Park und hinterließ seine Frau Eileen Thomas.

### Spielstil
Bill Tilden schrieb über Thomas:

„R. V. Thomas is one of the finest doubles players in the world as is amply attested by his win of the world's title in 1919 with Pat O'Hara Wood and their two successive wins of the Australian Championship in 1919-20. Thomas with his hard-hitting off the ground, and his brilliant volleying is a fine foil for Pat Wood's steady accuracy.“

„R. V. Thomas ist einer der besten Doppelspieler der Welt, wie sein Gewinn des Weltmeistertitels im Jahr 1919 mit Pat O'Hara Wood und ihre beiden Siege in Folge bei der australischen Meisterschaft in den Jahren 1919–20 deutlich belegen. Thomas ist mit seinen harten Schlägen vom Boden und seinem brillanten Volley ein guter Kontrast zu Pat Woods konstanter Genauigkeit.“

## Erfolge (Auswahl)
| Legende (Anzahl der Siege) |
| Grand Slam (3)             |
| Olympische Spiele          |
| Sonstige Turniere          |

| Titel nach Belag |
| ---------------- |
| Hartplatz (0)    |
| Sand (0)         |
| Rasen (3)        |

### Einzel

#### Finalteilnahmen
| Nr. | Jahr          | Turnier                    | Belag | Finalgegner     | Endergebnis             |
| --- | ------------- | -------------------------- | ----- | --------------- | ----------------------- |
| 1.  | 20. März 1920 | Australasian Championships | Rasen | Pat O’Hara Wood | 3:6, 6:4, 8:6, 1:6, 3:6 |

### Doppel

#### Turniersiege
| Nr. | Jahr            | Turnier                        | Belag | Partner         | Finalgegner                       | Endergebnis             |
| --- | --------------- | ------------------------------ | ----- | --------------- | --------------------------------- | ----------------------- |
| 1.  | 24. Januar 1919 | Australasian Championships (1) | Rasen | Pat O’Hara Wood | James Anderson Arthur Holden Lowe | 7:5, 6:1, 7:9, 3:6, 6:3 |
| 2.  | 7. Juli 1919    | Wimbledon                      | Rasen | Pat O’Hara Wood | Rodney Heath Randolph Lycett      | 6:4, 6:2, 4:6, 6:2      |
| 3.  | 20. März 1920   | Australasian Championships (2) | Rasen | Pat O’Hara Wood | Horace Rice Roy Tailor            | 6:1, 6:0, 7:5           |